# Mohammed Abdulla Hassan
Mohammed Abdulla Hassan Mohamed (Dubai, 2 dicembre 1978) è un arbitro di calcio emiratino.

## Biografia
Diventato internazionale nel 2010, è stato selezionato per la Coppa d'Asia 2015, per il Campionato mondiale di calcio Under-17 2015 e per diversi match della AFC Champions League. Dopo aver diretto vari match delle qualificazioni asiatiche, nel 2018 viene selezionato come uno degli arbitri del campionato mondiale di calcio in Russia dove dirige il match del gruppo C tra Francia e Perù a Ekaterinburg. Viene impiegato al VAR nel Campionato mondiale femminile di calcio 2019 in Francia. Nel 2022 viene confermato tra gli arbitri del mondiale e dirige due incontri della fase a gironi (Spagna-Costa Rica e Camerun-Serbia).